# Winthemia ignobilis
Winthemia ignobilis är en tvåvingeart som först beskrevs av Wulp 1890.  Winthemia ignobilis ingår i släktet Winthemia och familjen parasitflugor. Inga underarter finns listade i Catalogue of Life.